# Hughes-Piedmont-Gletscher
Der Hughes-Piedmont-Gletscher ist ein Vorlandgletscher an der Wilkins-Küste des Palmerlands auf der Antarktischen Halbinsel. Er liegt zwischen dem Cordini-Gletscher und dem Smith Inlet.
Das Advisory Committee on Antarctic Names benannte ihn 1976 nach dem US-amerikanischen Glaziologen Terence J. Hughes, der im Rahmen des United States Antarctic Research Program von 1970 bis 1971 auf Deception Island und der McMurdo-Station sowie nochmals von 1973 bis 1974 auf Deception Island tätig war.